# Serie A 2001–02
Serie A 2001–02 (được gọi là Serie A TIM vì lý do tài trợ) là mùa giải thứ 100 của giải bóng đá hàng đầu Ý, là mùa giải thứ 70 trong một giải đấu vòng tròn tính điểm. Giải đấu được tạo thành bởi 18 đội, lần thứ 14 liên tiếp kể từ mùa giải 1988–89.
Hai đội đứng đầu đủ điều kiện trực tiếp tham dự UEFA Champions League, các đội đứng thứ ba và thứ tư phải chơi vòng loại Champions League, các đội đứng thứ năm và thứ sáu đủ điều kiện tham dự UEFA Cup (một suất nữa được trao cho đội vô địch Coppa Italia), trong khi bốn đội đứng cuối phải xuống hạng Serie B. Tuy nhiên, tình trạng phá sản sau đó của Fiorentina đã khiến họ phải xuống hạng tư của bóng đá Ý.
Juventus giành chức vô địch thứ 26 vào vòng đấu cuối cùng của mùa giải sau khi đội đầu bảng Internazionale (cuối cùng đứng thứ ba) để thua 4–2 trên sân khách trước Lazio, và qua đó mất đi cơ hội giành Scudetto đầu tiên kể từ năm 1989. Vị trí thứ hai thuộc về Roma.
Mùa giải này cũng có "phép màu" của Chievo. Câu lạc bộ mới được thăng hạng lên Serie A lần đầu tiên đã đứng đầu bảng trong sáu tuần đầu mùa giải. Tuy nhiên, sau kỳ nghỉ Giáng sinh, họ đã có phong độ không tốt và kết thúc mùa giải ở vị trí thứ năm.
Có mười tám đội tham gia giải đấu, với bốn đội thăng hạng từ Serie B là Torino, Piacenza, Chievo và Venezia, thay thế bốn đội xuống hạng là Reggina, Vicenza, Napoli và Bari.

## Các đội bóng

### Nhân sự và tài trợ

Phân bổ các đội Serie A 2001–02

| Đội            | Huấn luyện viên trưởng | Nhà sản xuất trang phục | Nhà tài trợ áo đấu                |
| -------------- | ---------------------- | ----------------------- | --------------------------------- |
| Atalanta       | Giovanni Vavassori     | Asics                   | Ortobell                          |
| Bologna        | Francesco Guidolin     | Macron                  | Area Banca                        |
| Brescia        | Carlo Mazzone          | Garman                  | Banca Lombarda                    |
| Chievo*        | Luigi Delneri          | Joma                    | Paluani                           |
| Fiorentina     | Luciano Chiarugi       | Mizuno                  | Toyota                            |
| Hellas Verona  | Alberto Malesani       | Lotto                   | Amica Chips                       |
| Internazionale | Héctor Cúper           | Nike                    | Pirelli                           |
| Juventus       | Marcello Lippi         | Lotto                   | Fastweb/Tu Mobile (các trận UEFA) |
| Lazio          | Alberto Zaccheroni     | Puma                    | Siemens Mobile                    |
| Lecce          | Delio Rossi            | Asics                   | Banca 121                         |
| Milan          | Carlo Ancelotti        | Adidas                  | Opel                              |
| Parma          | Pietro Carmignani      | Champion                | Parmalat/Santàl (các trận UEFA)   |
| Perugia        | Serse Cosmi            | Galex                   | Daewoo                            |
| Piacenza*      | Walter Novellino       | Lotto                   | Publitel                          |
| Roma           | Fabio Capello          | Kappa                   | INA Assitalia                     |
| Torino*        | Giancarlo Camolese     | Asics                   | Conto Arancio                     |
| Udinese        | Giampiero Ventura      | Diadora                 | Ristora                           |
| Venezia*       | Alfredo Magni          | Kelme                   | Emmezeta                          |

* Thăng hạng từ Serie B.

### Thay đổi huấn luyện viên
| Đội            | HLV ra đi         | Lý do                | Ngày ký   | HLV đến                      | Ngày ký  | Vị trí trên BXH |
| -------------- | ----------------- | -------------------- | --------- | ---------------------------- | -------- | --------------- |
| Juventus       | Carlo Ancelotti   | Hết hợp đồng         | 30/6/2001 | Marcello Lippi               | 1/7/2001 | Trước mùa giải  |
| Hellas Verona  | Attilio Perotti   | Hết hợp đồng         | 30/6/2001 | Alberto Malesani             | 1/7/2001 | Trước mùa giải  |
| Udinese        | Luciano Spalletti | Hết hợp đồng         | 30/6/2001 | Roy Hodgson                  | 1/7/2001 | Trước mùa giải  |
| Milan          | Cesare Maldini    | Từ chức              | 30/6/2001 | Fatih Terim                  | 1/7/2001 | Trước mùa giải  |
| Internazionale | Marco Tardelli    | Sa thải              | 30/6/2001 | Héctor Cúper                 | 1/7/2001 | Trước mùa giải  |
| Lazio          | Dino Zoff         | Sa thải              | 9/2001    | Alberto Zaccheroni           | 9/2001   | thứ 14          |
| Venezia        | Cesare Prandelli  | Sa thải              | 10/2001   | Sergio Buso (tạm thời)       | 10/2001  | thứ 18          |
| Venezia        | Sergio Buso       | Hết quản lý tạm thời | 10/2001   | Alfredo Magni                | 10/2001  | thứ 18          |
| Parma          | Renzo Ulivieri    | Sa thải              | 10/2001   | Pietro Carmignani (tạm thời) | 11/2001  | thứ 14          |
| Parma          | Pietro Carmignani | Hết quản lý tạm thời | 11/2001   | Daniel Passarella            | 11/2001  | thứ 11          |
| Milan          | Fatih Terim       | Sa thải              | 11/2001   | Carlo Ancelotti              | 11/2001  | thứ 5           |
| Udinese        | Roy Hodgson       | Sa thải              | 12/2001   | Giampiero Ventura            | 12/2001  | thứ 9           |
| Parma          | Daniel Passarella | Sa thải              | 12/2001   | Pietro Carmignani            | 12/2001  | thứ 17          |
| Fiorentina     | Roberto Mancini   | Sa thải              | 1/2002    | Luciano Chiarugi (tạm thời)  | 1/2002   | thứ 17          |
| Fiorentina     | Luciano Chiarugi  | Hết quản lý tạm thời | 1/2002    | Ottavio Bianchi              | 1/2002   | thứ 17          |
| Lecce          | Alberto Cavasin   | Sa thải              | 1/2002    | Delio Rossi                  | 1/2002   | thứ 16          |
| Fiorentina     | Ottavio Bianchi   | Sa thải              | 4/2002    | Luciano Chiarugi             | 4/2002   | thứ 17          |

## Bảng xếp hạng
| VT | Đội                  | ST | T  | H  | B  | BT | BB | HS  | Đ  | Giành quyền tham dự hoặc xuống hạng         |
| -- | -------------------- | -- | -- | -- | -- | -- | -- | --- | -- | ------------------------------------------- |
| 1  | Juventus (C)         | 34 | 20 | 11 | 3  | 64 | 23 | +41 | 71 | Tham dự vòng bảng đầu tiên Champions League |
| 2  | Roma                 | 34 | 19 | 13 | 2  | 58 | 24 | +34 | 70 | Tham dự vòng bảng đầu tiên Champions League |
| 3  | Internazionale       | 34 | 20 | 9  | 5  | 62 | 35 | +27 | 69 | Tham dự vòng loại thứ ba Champions League   |
| 4  | Milan                | 34 | 14 | 13 | 7  | 47 | 33 | +14 | 55 | Tham dự vòng loại thứ ba Champions League   |
| 5  | Chievo               | 34 | 14 | 12 | 8  | 57 | 52 | +5  | 54 | Tham dự vòng một UEFA Cup                   |
| 6  | Lazio                | 34 | 14 | 11 | 9  | 50 | 37 | +13 | 53 | Tham dự vòng một UEFA Cup                   |
| 7  | Bologna              | 34 | 15 | 7  | 12 | 40 | 40 | 0   | 52 | Tham dự vòng ba Intertoto Cup               |
| 8  | Perugia              | 34 | 13 | 7  | 14 | 38 | 46 | −8  | 46 | Tham dự vòng ba Intertoto Cup               |
| 9  | Atalanta             | 34 | 12 | 9  | 13 | 41 | 50 | −9  | 45 |                                             |
| 10 | Parma                | 34 | 12 | 8  | 14 | 43 | 47 | −4  | 44 | Tham dự vòng một UEFA Cup                   |
| 11 | Torino               | 34 | 10 | 13 | 11 | 37 | 39 | −2  | 43 | Tham dự vòng hai Intertoto Cup              |
| 12 | Piacenza             | 34 | 11 | 9  | 14 | 49 | 43 | +6  | 42 |                                             |
| 13 | Brescia              | 34 | 9  | 13 | 12 | 43 | 52 | −9  | 40 |                                             |
| 14 | Udinese              | 34 | 11 | 7  | 16 | 41 | 52 | −11 | 40 |                                             |
| 15 | Hellas Verona (R)    | 34 | 11 | 6  | 17 | 41 | 53 | −12 | 39 | Xuống hạng Serie B                          |
| 16 | Lecce (R)            | 34 | 6  | 10 | 18 | 36 | 56 | −20 | 28 | Xuống hạng Serie B                          |
| 17 | Fiorentina (R, E, R) | 34 | 5  | 7  | 22 | 29 | 63 | −34 | 22 | Xuống hang Serie C2                         |
| 18 | Venezia (R)          | 34 | 3  | 9  | 22 | 30 | 61 | −31 | 18 | Xuống hạng Serie B                          |

1. ↑  Parma giành quyền tham dự Cúp UEFA 2002–03 với tư cách là nhà vô địch Coppa Italia 2001–02.
2. ↑  Torino đã giành quyền tham dự Cúp Intertoto năm 2002 sau khi Atalanta từ chối tham gia.
3. 1 2  Brescia xếp trên Udinese về hiệu số bàn thắng bại đối đầu: Brescia 2–0 Udinese, Udinese 3–2 Brescia.
4. ↑  Fiorentina bị từ chối tham gia mùa giải Serie B 2002–03, sau khi đã vào diện quản lý. Sau đó, đội được phép tham gia Lega Professionisti Serie C sau khi phá sản.

## Kết quả
| Nhà \ Khách    | ATA | BOL | BRE | CHV | FIO | INT | JUV | LAZ | LCE | MIL | PAR | PER | PIA | ROM | TOR | UDI | VEN | HEL |
| -------------- | --- | --- | --- | --- | --- | --- | --- | --- | --- | --- | --- | --- | --- | --- | --- | --- | --- | --- |
| Atalanta       |     | 2–2 | 0–0 | 1–2 | 2–0 | 2–4 | 0–2 | 0–1 | 2–1 | 1–1 | 4–1 | 2–1 | 1–1 | 1–1 | 1–1 | 1–5 | 1–0 | 1–0 |
| Bologna        | 1–0 |     | 2–1 | 3–1 | 3–2 | 2–1 | 0–0 | 2–0 | 4–3 | 2–0 | 1–0 | 2–1 | 1–2 | 1–3 | 1–0 | 0–1 | 1–1 | 2–1 |
| Brescia        | 3–3 | 3–0 |     | 2–2 | 3–0 | 1–3 | 0–4 | 1–1 | 1–1 | 2–2 | 1–4 | 3–0 | 2–2 | 0–0 | 1–2 | 2–0 | 3–2 | 0–0 |
| Chievo         | 2–1 | 2–0 | 1–1 |     | 2–2 | 2–2 | 1–3 | 3–1 | 2–1 | 1–1 | 1–0 | 2–0 | 4–2 | 0–3 | 3–0 | 1–2 | 1–1 | 2–1 |
| Fiorentina     | 3–1 | 1–1 | 1–0 | 0–2 |     | 0–1 | 1–1 | 0–1 | 1–2 | 1–1 | 1–2 | 1–3 | 1–3 | 2–2 | 0–0 | 0–0 | 3–1 | 0–2 |
| Internazionale | 1–2 | 1–0 | 2–1 | 1–2 | 2–0 |     | 2–2 | 0–0 | 2–0 | 2–4 | 2–0 | 4–1 | 3–1 | 3–1 | 0–0 | 3–2 | 2–1 | 3–0 |
| Juventus       | 3–0 | 2–1 | 5–0 | 3–2 | 2–1 | 0–0 |     | 1–1 | 3–0 | 1–0 | 3–1 | 2–0 | 2–0 | 0–2 | 3–3 | 3–0 | 4–0 | 1–0 |
| Lazio          | 2–0 | 2–2 | 5–0 | 1–1 | 3–0 | 4–2 | 1–0 |     | 1–0 | 1–1 | 0–0 | 5–0 | 1–1 | 1–5 | 0–0 | 2–0 | 4–2 | 5–4 |
| Lecce          | 0–2 | 1–0 | 1–3 | 2–3 | 4–1 | 1–2 | 0–0 | 1–2 |     | 0–1 | 1–1 | 2–3 | 0–0 | 1–1 | 1–1 | 1–2 | 2–1 | 1–1 |
| Milan          | 0–0 | 0–0 | 0–0 | 3–2 | 5–2 | 0–1 | 1–1 | 2–0 | 3–0 |     | 3–1 | 1–1 | 0–0 | 0–0 | 2–1 | 2–3 | 1–1 | 2–1 |
| Parma          | 1–1 | 2–1 | 1–0 | 0–0 | 2–0 | 2–2 | 1–0 | 1–0 | 1–1 | 0–1 |     | 2–1 | 2–2 | 1–2 | 0–1 | 2–0 | 2–1 | 2–2 |
| Perugia        | 2–0 | 1–0 | 1–1 | 2–2 | 2–0 | 0–2 | 0–4 | 0–0 | 2–1 | 3–1 | 2–1 |     | 1–0 | 0–0 | 2–0 | 1–2 | 2–0 | 3–1 |
| Piacenza       | 1–2 | 2–0 | 0–1 | 2–2 | 3–0 | 2–3 | 0–1 | 1–0 | 1–2 | 0–1 | 2–3 | 2–0 |     | 2–0 | 3–1 | 1–2 | 5–0 | 3–0 |
| Roma           | 3–1 | 3–1 | 0–0 | 5–0 | 2–1 | 0–0 | 0–0 | 2–0 | 5–1 | 1–0 | 3–1 | 1–0 | 2–0 |     | 1–0 | 1–1 | 1–0 | 3–2 |
| Torino         | 1–2 | 1–1 | 1–3 | 2–2 | 1–0 | 0–1 | 2–2 | 1–0 | 1–1 | 1–0 | 1–0 | 1–0 | 1–1 | 0–1 |     | 3–1 | 1–2 | 5–1 |
| Udinese        | 1–2 | 0–1 | 3–2 | 1–2 | 1–2 | 1–1 | 0–2 | 1–4 | 0–1 | 1–2 | 3–2 | 0–0 | 1–1 | 1–1 | 2–2 |     | 1–0 | 2–1 |
| Venezia        | 0–1 | 0–1 | 1–2 | 0–0 | 2–0 | 1–1 | 1–2 | 0–0 | 1–1 | 1–4 | 3–4 | 0–2 | 2–3 | 2–2 | 1–1 | 2–1 |     | 0–1 |
| Hellas Verona  | 3–1 | 0–1 | 2–0 | 3–2 | 1–2 | 0–3 | 2–2 | 3–1 | 2–1 | 1–2 | 1–0 | 1–1 | 1–0 | 1–1 | 0–1 | 1–0 | 1–0 |     |

## Thống kê

### Ghi bàn hàng đầu
| Hạng | Cầu thủ              | Đội            | Bàn thắng |
| ---- | -------------------- | -------------- | --------- |
| 1    | David Trezeguet      | Juventus       | 24        |
| 1    | Dario Hübner         | Piacenza       | 24        |
| 3    | Christian Vieri      | Internazionale | 22        |
| 4    | Marco Di Vaio        | Parma          | 20        |
| 5    | Filippo Maniero      | Venezia        | 18        |
| 6    | Alessandro Del Piero | Juventus       | 16        |
| 6    | Cristiano Doni       | Atalanta       | 16        |
| 8    | Roberto Muzzi        | Udinese        | 14        |
| 8    | Andriy Shevchenko    | Milan          | 14        |
| 10   | Hernán Crespo        | Lazio          | 13        |
| 10   | Massimo Marazzina    | Chievo         | 13        |
| 10   | Vincenzo Montella    | Roma           | 13        |
| 10   | Luca Toni            | Brescia        | 13        |
| 14   | Adrian Mutu          | Hellas Verona  | 12        |
| 15   | Javier Chevantón     | Lecce          | 11        |
| 15   | Roberto Baggio       | Brescia        | 11        |